# Jerini
Die Jerini AG war ein Pharmaunternehmen, das auf peptidbasierte Arzneimittel spezialisiert war.
Mithilfe einer Technologieplattform „Peptides-to-Drugs“ (P2D) wurde an Wirkstoffen für Medikamente in den Indikationsbereichen Augenheilkunde, Onkologie und Entzündungserkrankungen geforscht. Neben der Entwicklung eigener Wirkstoffe unterhielt das Unternehmen Kooperationen mit anderen Unternehmen.
2008 wurde Jerini vom britischen Unternehmen Shire plc übernommen.

## Unternehmensgeschichte

### Gründung und Börsengang
Jerini begann im Jahre 1994 mit der Aufnahme der Geschäftstätigkeit. Im November 2005 erfolgte der Börsengang des Unternehmens. Jerini war am Prime Standard der Frankfurter Börse notiert und hatte insgesamt ein Finanzierungsvolumen von über 130 Mio. aus öffentlichen und privaten Mitteln akquiriert.
Drei Jahre später beschäftigte das Unternehmen 154 Mitarbeiter. Tochterunternehmen im Konzern waren die JPT Peptide Technologies GmbH und die Jerini US, Inc.
Das Vorstand bestand aus:
- Jens Schneider-Mergener, Vorstandsvorsitzender
- Adi Hoess, Vorstand Geschäftsentwicklung
- Jochen Knolle, Vorstand Forschung & Entwicklung
- Berndt Modig, Vorstand Finanzen

### Übernahme durch Shire
Kurz nach der Zulassung des Medikaments Firazyr gegen die seltene Erbkrankheit hereditäres Angioödem fehlte dem Unternehmen das notwendige Kapital für die Markteinführung, weshalb es im dritten Quartal 2008 an das britische Unternehmen Shire plc verkauft wurde.

### Übernahme des Peptide-Geschäfts durch BioNTech
2022 akquirierte BioNTech den Geschäftsbereich JPT Peptide Technologies GmbH, um noch besseren Zugriff auf die technologischen Fähigkeiten zu haben und von den langfristigen Expansionspotenzialen zu profitieren.

## Produkte
Icatibant (Firazyr®) ist als Bradykininrezeptorblocker zur subkutanen Therapie für des Hereditären Angioödems (HAE) zugelassen. Der Wirkstoff wurde 2001 von Aventis einlizenziert. Jerini hat am 15. Juli 2008 von der Europäischen Kommission die Zulassung für Icatibant zur Behandlung akuter HAE-Attacken erhalten. Damit war Icatibant das erste Produkt, das in der Indikation HAE in allen EU-Staaten zugelassen wurde. Zunächst wurde es in Deutschland und Großbritannien auf den Markt gebracht.
Am 24. April 2008 erhielt Icatibant von der Food and Drug Administration (FDA) ein Not Approvable Letter welches das Zulassungsverfahren in den USA zu verzögern drohte. Der Kurs der Jerini-Aktie brach daraufhin ein.

## Jerinis Technologieplattform
Jerinis unternehmenseigene Technologieplattform Peptides-to-Drugs (P2D) erlaubte die Identifizierung von peptidischen Vorläufermolekülen und ihre systematische Transformation in Peptidomimetika (injizierbare) oder niedermolekulare Wirkstoffe (oral verabreichbare Medikamente). Jerini konnte dadurch neuartige Arzneimittelkandidaten gegen solche Krankheiten entwickeln, die mit traditionellen Methoden der Arzneimittelforschung schwer zugänglich waren. Durch die Möglichkeit, sowohl Peptidomimetika als auch niedermolekulare Wirkstoffe als Arzneimittelkandidaten herzustellen, konnten Wirkstoffe für akute und chronische Behandlungen gegen das gleiche Zielmolekül (Target) gleichzeitig entwickelt werden.